# Хургада
Хургада (арап. الغردقة) је град у Египту у гувернорату Црвено море. Према процени из 2008. у граду је живело 189.660 становника. Налази се обали Црвеног мора. Хургада је најзначајније летовалиште Египта. 
Град је основан почетком 20. века, а на значају је добио осамдесетих година тог века, након изградње првог хотела у граду - Хилтон.
На ободу града налази се Међународни аеродром Хургада, који представља долазну тачку за највећи број туриста. 
Град је основан почетком 20. века, а до тада је био мало рибарско село. Од 1980. године континуирано је проширен, од стране египатских и страних инвеститора, са циљем да постане водеће приморско летовалиште на Црвеном мору. Одмаралишта и хотели пружају водену забаву за сурфере, једрење, рониоце и сличне спортисте. 
Хургада је позната по својим спортовима на води, ноћном животу и топлом времену. Дневна температура достиже округлих 30 °C (86 °F) током већег дела године, током јула и августа температуре достижу преко 40 °C (104 °F). Многи Европљани посећују Хургаду за време летњег одмора, а неки такође иду током зимске сезоне и тамо проводе своје божићне и новогодишње празнике. 
Посете руских туриста драматично су опале након авионске несреће Метројет 9268 у новембру 2015. године. 

## Географија
Хургада се простире на око 36 km (22 mi) дуж морске обале, недалеко од пустиње. Хургада је дестинација за египатске туристе из Каира, Делте и Горњег Египта, као и за туристе из Европе. Данас Хургада броји 248.000 становника и подељена је на:
- Ел Ахиа и Ел Хелал, у северном делу;
- Ел Дахар (стари град) је стари део;
- Секала је центар града;
- Ел Кавсар је модерни део;
- Ел Мемша (Село пут) је пешачки пут који се протеже преко 4 km.

На путу Ел Мемше можете да пронађете многе нове хотеле, ресторане и продавнице. Већина најновијих и највећих хотелских одмаралишта смештена је између Мамше у Сахл Хашееш (сеоског пута). После Сахл Хашееша налази се Макади Баи са својим хотелима. Дахар је најстарији део града, где је градска пијаца, пошта и аутобуска станица.
Град се служи међународним аеродромом Хургада са редновним путничким саобраћајем који је повезује са Каиром и са неколико градова у Европи. Нови терминал отворен је у 2015. години због пораста саобраћаја. 

## Историја
Село, који је касније прерасло у оно што је сада Хургада, било је насељено 1905. године, а своје име је добило од биљке која ту природно расте још од давнина. До тада је то било само рибарско село. Уље је откривено на подручју овог места 1913. године, али је производња и извоз почела тек 1921. под британским нафтним магнатима. За време владавине краља Фарука рекреативни центар је изграђен у граду, али након национализације египатских индустрија, за време власти председника Насера, предат је оружаним снагама. 
Током Рата исцрпљивања између Израела и Египта, острво Шадван источно од града, било је утврђено и окупирано египатским војницима, који су га користили као радарску постају. У Хургади се извршила операција Родос 22. јануара 1970. године.
Током Октобарског рата 1973. године, лука Хургаде је била циљ за четири израелске операције. Дана 27. септембра 1994. године, из возила у покрету, убијена су два Египћана и један немачки туриста; још један немачки човек је рањен у нападу и преминуо је од задобијених повреда након повратка у Немачку. Хургада је 2016. године доживела терористички напад (Хургада напад 2016) инспирисан ИС, у коме је троје туриста рањено. 
Дана 14. јула 2017. године, у Хургада нападу 2017, чешки терориста је објавио да жели да убије само не-Египћане. У овом нападу нападнуто је и избодено пет немачких, један чешки и један јерменски туриста, при чему су све биле жене, а убијене су две немачке жене. Чешки туриста је касније преминуо 27. јула у болници. Напад се догодио у два одвојена хотела.

## Туризам
Главна индустрија Хургаде је страни и домаћи туризам, захваљујући свим невероватним пејзажима, а током целе године има суву и умерену климу и дуге природне плаже. Море је јасно и мирно током већег дела године и постало је популарно за различите водене спортове, нарочито за рекреативно роњење и сурфовање.
Ронилачке локације око острва Абу Рамада, Фанадир, Гифтун (рајско острво) и Гифтун Сораиа су јако популарне. Туристи такође посећују олупине бродова као што су Ел Мина и Розалиа Молер. Плажа у Хургади није сакривена, око плаже Сигала су околна села, а иза њих је пустиња.

## Демографија

### Руски становници
Хургада има 4 школе за руску деце, то су: Галаксија (Созвездие), Наша традиција (Наши Традиции), Дина (Дина) и Свет знања (Мир знании - руска школа Хургада); као и новине МК у Египту. 
Већи део знакова и натписа у граду, од 2015. године, је на руском. У јуну 2015 МК у Египту, чији је издавач Јулија Шевел, је навео да око 20.000 Руса живи у Хургади, што је највећа руска популација у Египту, али само око 3.000 је званично документовано.  Рускиње које живе у Хургади често се удају за Египћане кроз "урф" (не-Шеријат) религијски ритуал. 
Године 2017. руски конзулат је отворен у Хургади.

## Клима
Хургада има суптропску-пустињски климу са благо-топлим зимама и веома топлим летима. Температуре у периоду децембар-јануар-фебруар су високе, али у вечерњим сатима температура може пасти од просечних 20 °C до 10 °C. Новембар, март и април су пријани и топли. Мај и октобар су топли, а период од јуна до септембра је веома врућ. Просечна годишња температура је 24 °C (75 °F), у распону од 21 °C (70 °F) у фебруару и марту, до 28 °C (82 °F) у августу.
Највиша температура је забележена 12. јуна 2013. и била је 46 °C (115 °F), а најнижа температура је забележена 2. фебруара 1993. и била је 0 °C (32 °F).
| Подаци о температурама Хургаде                       | Подаци о температурама Хургаде | Подаци о температурама Хургаде | Подаци о температурама Хургаде | Подаци о температурама Хургаде | Подаци о температурама Хургаде | Подаци о температурама Хургаде | Подаци о температурама Хургаде | Подаци о температурама Хургаде | Подаци о температурама Хургаде | Подаци о температурама Хургаде | Подаци о температурама Хургаде | Подаци о температурама Хургаде | Подаци о температурама Хургаде |
| ---------------------------------------------------- | ------------------------------ | ------------------------------ | ------------------------------ | ------------------------------ | ------------------------------ | ------------------------------ | ------------------------------ | ------------------------------ | ------------------------------ | ------------------------------ | ------------------------------ | ------------------------------ | ------------------------------ |
| Месец                                                | Јануар                         | Фебруар                        | Март                           | Април                          | Мај                            | Јун                            | Јул                            | Август                         | Септембар                      | Октобар                        | Новембар                       | Децембар                       | Година                         |
| Највећа температура °C (°F)                          | 28.0 (82.4)                    | 30.7 (87.3)                    | 34.3 (93.7)                    | 41.3 (106.3)                   | 39.4 (102.9)                   | 46.0 (114.8)                   | 40.8 (105.4)                   | 38.6 (101.5)                   | 38.2 (100.8)                   | 38.2 (100.8)                   | 34.4 (93.9)                    | 30.3 (86.5)                    | 42.6 (108.7)                   |
| Највећа просечна температура °C (°F)                 | 21.5 (70.7)                    | 22.6 (72.7)                    | 25.5 (77.4)                    | 29.1 (84.4)                    | 32.9 (91.2)                    | 35.3 (95.5)                    | 36.2 (97.2)                    | 36.1 (97.0)                    | 34.3 (93.7)                    | 31.1 (88.0)                    | 26.8 (80.29                    | 22.7 (72.9)                    | 29.5 (85.1)                    |
| Дневна температура °C (°F)                           | 15.7 (60.3)                    | 16.8 (62.2)                    | 19.3 (66.7)                    | 22.8 (73.0)                    | 26.1 (79.0)                    | 28.9 (84.0)                    | 29.7 (85.5)                    | 29.9 (85.8)                    | 28.0 (82.4)                    | 25.2 (77.4)                    | 21.0 (69.8)                    | 17.1 (62.8)                    | 23.4 (74.1)                    |
| Најнижа просечна температура °C (°F)                 | 11.0 (51.8)                    | 11.4 (52.5)                    | 14.0 (57.2)                    | 17.8 (64.0)                    | 21.9 (71.4)                    | 24.8 (76.6)                    | 26.4 (79.5)                    | 26.2 (79.2)                    | 24.2 (75.6)                    | 20.9 (69.6)                    | 16.6 (61.9)                    | 12.5 (54.5)                    | 19.0 (66.2)                    |
| Најнижа температура °C (°F)                          | 5.6 (42.1)                     | 0.0 (32.0)                     | 7.5 (45.5)                     | 9.1 (48.4)                     | 13.4 (56.1)                    | 18.8 (65.5)                    | 20.9 (69.6)                    | 20.9 (69.6)                    | 17.0 (62.6)                    | 13.8 (56.8)                    | 9.2 (48.69                     | 6.0 (42.8)                     | 0.0 (32.0)                     |
| Просечна количина падавина мм (инча)                 | 0.4 (0.02)                     | 0.0 (0.0)                      | 0.3 (0.01)                     | 1.0 (0.04)                     | 0.0 (0.0)                      | 0.0 (0.0)                      | 0.0 (0.0)                      | 0.0 (0.0)                      | 0.0 (0.0)                      | 0.6 (0.02)                     | 2.0 (0.08)                     | 0.9 (0.04)                     | 5.2 (0.21)                     |
| Просечни кишни дани (≥ 0,01 mm)                      | 0.3                            | 0.2                            | 0.3                            | 0.3                            | 0.2                            | 0.0                            | 0.0                            | 0.0                            | 0.0                            | 0.2                            | 0.2                            | 0.3                            | 2                              |
| Просечна релативна влажност (%)                      | 48                             | 46                             | 46                             | 43                             | 42                             | 41                             | 45                             | 46                             | 48                             | 53                             | 51                             | 51                             | 46.7                           |
| Број сунчаних сати у месецу                          | 265.7                          | 277.6                          | 274.3                          | 285.6                          | 317.4                          | 348.0                          | 352.3                          | 322.4                          | 301.6                          | 275.2                          | 263.9                          | 246.7                          | 3,530.7                        |
| Извор: Светска метеоролошка организација (1971—2000) |                                |                                |                                |                                |                                |                                |                                |                                |                                |                                |                                |                                |                                |

## Одмаралишта близу Хургаде

### Сахл Хашееш
У једном од најлепших залива на Црвеном мору у Египту, опасаном пешчаном плажом, дугом 12 km, налази се ексклузивно туристичко насеље Сахл Хашееш, рај за љубитеље роњења и голфа.
Сахл Хашееш, у преводу Зелена долина, налази се на око 20 km јужно од Хургаде, а красе га многобројни луксузни хотели. Специфичан је по томе што има лагуну са најбоље очуваним коралним гребенима, па се може похвалити богатим подводним светом.
Ово симпатично и ексклузивно место позитивно изненађује своје посетиоце, што дугим пешчаним плажама, што несвакидашњим спортовима као што су голф, роњење, китесурфинг.

### Ел Косеир
Ел Косеир је један од египатских капија, и један је од најстаријих градова на западној обали Црвеног мора. У прошлости је био познат под различитим именима, као што Таго за време фараона, Леуцос (бели лук на грчком) у хеленистичком периоду, и Портус Албус за време римског периода. У исламском периоду је дато име Ел Косеир, што значи "мала палата или тврђава". 
Смештен између Хургаде и Марса Алам Ел Косеир је некада био важна лука. Многи су путовали одатле у Пунт да купе слонове кости, кожу и тамјан. Током отоманског и исламског периода, Египћани и муслимани из Северне Африке су путовали из Ел Кусеира као ходочасници у Меку. То је такође била једина лука за увоз кафе из Јемена. Током француске окупације Египта Ел Косеир је била долазна тачка за Арапе и муслимане из Хегаза који су долазили да се боре поред Мамалица против француске војске. 
Најважније месте Ел Косеиар су утврђења и резервоар воде. Резервоар за воду је Ел Косеиру био једини извор воде за пиће пре 100 година.
Ел Косеир ел Адима је још једно важно и добро летовалиште. То је стара римска лука где су пронађене стотине амфора и старих керамичких предмета. Чак се и полицијска станица  налази на историјском месту. Постоји  много пијаца овде, као и кафића, кафана и ресторана који нуде морске специјалитете. Постоји неколико 300 година старих зграда овде: отоманска тврђава и старе џамије Ел Фаран, Ел Кенави и Ел Сеноуси.

### Макади бау - Макади залив
То је туристичко место које се налази 30 km јужно од Хургаде и посвећено је само хотелима, продавницама и клубовима. Нема насеља са локалним становништвом. Место има добру пешчану плажу.  

### Сома бау - Сома залив
„Сома залив“ се налази око 15 km северно од Сахаре и око 45 km јужно од Хургаде. Овде се налазе луксузни хотели и у њима шармантни ресторани, лепа плажа, отворени простори за идеалне романтичне шетње, али и бављење многим спортовима. Сома је синоним за мир, тишину и луксуз. Овде се налази професионални голф терен/клуб који је отворен током целе године, како за искусне играче, тако и за почетнике. Још једна особеност места је лепа, дуга и широка пешчана плажа и добро очуван корални гребен. Сома Баy представља идеално место за све оне који желе да побегну из свакодневнице у мир и луксуз. 
Залив је дуг око 5 km и широк око 2 km и представља заштићену зону регије Црвеног мора, у којој је очуван подводни свет, па због тога, осим туриста који одседају у ексклузивним хотелима привлачи и велики број заљубљеника у роњење, снорклинг, китесурфинг…

### Ел Гоуна
Градић је настао пре око 20 година. У овом случају, човекова машта се поиграла са природом и створила рајски амбијент. “Мала Венеција на Црвеном мору” важи за најлуксузније монденско летовалиште у овом делу света. Удаљена је од Хургаде и аеродрома око 25 km али добро повезана редовном аутобуском линијом. Место је добило име “Венеција” по лепо уређеним морским каналима који су просечени кроз градић и тиме се добио фантастичан амбијент на десетак острва. Овде се налази неколико великих комплекса познатих луксузних хотелских ланаца али и велики број мањих хотела и вила. Ту је и лепо уређен центар за шетњу и куповину Тамр Хена, као и Нова Марина где су усидрене луксузне јахте богатих мештана али и туриста који су ове дошли да уживају у споју модерног и оријенталног. Градић има неколико великих плажа, лагуна, голф терена, акваријум,...

## Становништво
Према процени, у граду је 2008. живело 189.660 становника.
| 1986.   | 1996.   | 2006.   |
| ------- | ------- | ------- |
| 132.649 | 170.125 | 160.746 |